# Euphorbia kansui
Euphorbia kansui är en törelväxtart som beskrevs av Shou Lu Liou och S.B.Ho. Euphorbia kansui ingår i släktet törlar, och familjen törelväxter. Inga underarter finns listade i Catalogue of Life.